# シーダ
シーダ（Sheeda,Caeda）は、任天堂発売（開発・インテリジェントシステムズ）のコンピュータゲーム『ファイアーエムブレム』のシリーズ中、第1作『暗黒竜と光の剣』及び第3作『紋章の謎』、そして第11作の『新・暗黒竜と光の剣』及び、第12作『新・紋章の謎 〜光と影の英雄〜』に登場する架空の人物である。

## 人物
本作のヒロイン。アカネイア大陸東方の新興国・タリス王国の王女。『暗黒竜と光の剣』及び『紋章の謎』の登場人物。クラスはペガサスナイトで、アイテム「飛竜の鞭」を使用することによりドラゴンナイトへ昇格する。

### 『暗黒竜と光の剣』『紋章の謎』までの共通、連動設定
グラ王国の侵攻で国を追われ、タリスへ落ち延びたアリティア王国の王子・マルスを慕っている。『暗黒竜と光の剣』及び『紋章の謎』の公式設定では暗黒戦争編の時点で15歳で、『紋章の謎』第2部の公式設定では英雄戦争編の時点で16歳である。
王族としての高貴さ以上に、可憐な容姿と心優しい性格で人々を惹きつける不思議な魅力を持ち、本編ではマルスに次いで味方獲得において大きな役割を果たす。主従関係を持とうとしないナバールからも命を懸ける価値ある人物と見られており、事実上の近衛兵であるオグマも生きる意味そのものを与えてくれた存在として心服している。暗黒戦争後はタリスに帰国し、マルスとの仲が噂されはじめる。第2部では、マルスとの婚約を公に発表するとともに、婚礼に備えてアリティアに滞在していたところをアカネイア・グラ・オレルアン連合軍による襲撃を受ける。その際エリス王女に助けられ、祖国陥落の悲報を携えマルスの許へやって来る。婚礼準備中も武術の修行を行なっていた。そのままアリティア軍に参加。後に英雄戦争と呼ばれるこの戦乱終結後、マルスと正式に婚礼を挙げた。
顔グラフィックは『暗黒竜と光の剣』では1パターンであるが、表情が全キャラ中もっとも豊かに動く。『紋章の謎』では2パターンある。『紋章の謎』第1部の顔グラフィックで『暗黒竜と光の剣』の顔グラフィックと同じ「首をかしげる」仕草は、任天堂開発第一部所属の寺崎啓祐の要望から。
支援効果
『紋章の謎』からの新システム。マルスと周囲も認める公然の恋愛関係である事で、2人がゲーム中隣接すると両者共、相乗効果を出す。

### DS版（『新・暗黒竜』『新・紋章の謎』）の追加、変更点
「天空の鞭」でファルコンナイトへの昇格も可能。『新・暗黒竜』のみオンラインショッピング必須であるが、2014年5月20日23時にWi-Fiコネクション終了と同時に配信終了したために、これ以降はクラスチェンジ不可能となった。
『新・紋章の謎』では、訓練生時点のマイユニット（プレイヤー）とは双方共に面識を持っていなかった。後にお互いの身分を知った後も単なる主従ではない公平な立場で接しあい、マルスと同様に信頼関係が結ばれる。残り物でシチューやお菓子を作ってみたり（マイユニットいわく「かなり美味」）、負傷したオグマに自身で調合した薬を渡すなど、小国タリスゆえの家庭的で庶民的な面が描写されている。また、マルスと出陣前の会話では、身を案じるマルスからは戦線から退いてほしいと言われるものの、マルスを案じるからこそ戦いに出ると説得するなど、心の芯の強さもより強調されている。前述のマイユニットら新兵の訓練に協力する場面が追加され、より武術の修行の状況が明確となった。『新・暗黒竜と光の剣』の公式設定では17歳で、『新・紋章の謎』の公式設定では18歳である。

### 家系
父王・モスティンはタリス島の諸侯を統一し、タリス王国の初代国王となった人物である。母（王妃）については本編では特に言及されておらず、漫画・小説・OVAでも故人であったり健在であったり立場が一定していない。

### シーダの説得で仲間になった人物
『暗黒竜と光の剣』では以下の5名の「敵軍ユニット」が、シーダの説得により仲間になる。リメイク版である『紋章の謎』の第1部・暗黒戦争編ではロジャーとジェイクが登場しなくなっているため結果的にシーダの活躍機会は減少している。2008年発売のニンテンドーDS版『ファイアーエムブレム 新・暗黒竜と光の剣』は『暗黒竜』のリメイク作品で、この2名が再登場している。
『紋章の謎』の第2部・英雄戦争編ではサムトー1人だけシーダの説得で仲間になる。シーダ自身の参戦がやや遅い事とシーダではなくても説得が出来るキャラクターがいたり、他のキャラクターでないと説得出来ないキャラクターが増えたことで更に活躍機会が少なくなった。2010年発売『紋章の謎』のリメイクであるニンテンドーDS版『ファイアーエムブレム 新・紋章の謎』では、ロジャーやジェイクといったキャラクターが登場しており、原作と比べれば活躍機会が増えた。
各人物の詳細はファイアーエムブレムの登場人物 (アカネイア大陸)を参照
カシム
タリス島出身の猟師。クラスはハンター。母の病気を治すためガルダの海賊に雇われるが、海賊団とアリティア軍の交戦中にシーダと再会。カシムから事情を聞いたシーダは薬代を渡してカシムに海賊団を抜けるよう説得し、仲間に加える。
ナバール
デビルマウンテンでサムシアン盗賊団に雇われていた凄腕の剣士。クラスは傭兵。盗賊団に捕らわれていたシスター・レナをアジトから解放し、団員のジュリアンと共に逃亡させる。その後、シーダの説得で「女を斬る剣は持っていない」の台詞と共にアリティア軍へ加わる。
シーダの「私をその剣で好きなようにして・・・・（暗黒竜と光の剣）」「その剣で私を好きなようにして（紋章の謎）」の台詞は、後のFEシリーズ作品で、この言葉に近い形で起用されている。キャラクターは以下の通り。
- 『聖戦の系譜』 - ラケシス、セリス、アルテナ（ラケシスの場合はある条件を満たした時OPデモで見られ、セリスの場合は味方間の会話で説得会話ではない）
- 『封印の剣』 - リリーナ、ララム（後者のみ不発に終わる）
- 『暁の女神』 - ペレアス（ただし、男性なので「その剣で僕を好きにすればいい」になっている）
- 『覚醒』 - ソワレ（特定人物との支援会話。ただし当人がボク少女なので「そのときはボクを、 キミの剣で好きにすればいい」とひねりが入っている）

ロジャー
ワーレンに駐留していたグルニア軍の重歩兵。クラスはアーマーナイト。元から好戦的な方ではないロジャーの性格を見抜いたシーダは、ロジャーに戦争の虚しさを説く。一旦は「祖国を裏切れない」とシーダの申し出を断ったものの、別れ際に「グルニアには君のような娘はいなかった」と言ってグルニア軍を脱退し、仲間に加わる。
『新・紋章の謎』では「強いアカネイア帝国に逆らっても無駄だ」という考えを持っており、カシミア大橋にて敵のアカネイア帝国側について再登場する。そこでまたシーダに説得され一度は「あの時とは違う」と言ってシーダの申し出を断るが、またもや別れ際に「グルニアにもアカネイアにも君のような娘はいなかった」と言ってアカネイア軍を脱退し、仲間に加わる。
ジェイク
グルニア出身の戦車兵。クラスはシューター。ノルダに駐留していた際に、地元住民であるアンナと付き合い始める。その後、シーダからアンナが「この国の人たちのために戦ってくれるならどこまでも付いて行く」と伝えて欲しいと言われた、とやや誇張を交えた説得を受け、アリティア軍に加わる。
『新・紋章の謎』でも再登場するが、シューターが敵専用兵種になったためクラスはウォーリア。マーモトードの砂漠で恋人のアンナの秘密の店に行く途中であり、最初は敵の状態ではあるがどちらかと言えばアリティア軍にも砂の部族にも属していない中立の立場であった。そこでシーダと再会し彼女から事情を聞いて、アンナも戦争のことを心配していたこともありアリティア軍に加入する。
ロレンス
グルニアの老将軍で、シーダの父・モスティン王の旧友。クラスはジェネラル。ドルーアの野望を阻止するため力を貸して欲しいとシーダに説得され、アリティア軍に加わる。
元々ロレンス自身がドルーア帝国に対して味方になるのを嫌っていたこととグルニアの王ルイがドルーア帝国に恐れをなしたことで失望し、説得に応じる。
「新・暗黒竜」ではマルスでも説得可能である。
サムトー
ラング将軍に雇われたナバールと容姿が酷似した傭兵。元はノルダの奴隷剣闘士。オルベルン城にいるナバールを説得するつもりだったが偽者だと気付く。サムトーがラングを嫌っていたため説得に成功する。また、このキャラクターはオグマでも説得可能で、説得中、オグマが奴隷剣闘士時代に仲間の身代わりになって広場で鞭叩きされたところを幼いシーダ王女に助けられ、その後シーダに剣を捧げた経緯を聞くことが出来る。

## その他のゲームによる登場

### ファイアーエムブレム 覚醒
配信リーダーとして登場。

### 幻影異聞録♯FE（Encore）
『ファイアーエムブレム』の英雄と称されたミラージュブラストとして登場。ユニットはペガサスナイト、クラスチェンジでファルコンナイトとドラゴンナイトの2択。
ミラージュブラストの選考で『暗黒竜と光の剣』になった要因の1つは、ペガサスナイトのデザインの殆どが彼女のデザインを受け継いでいたため、その原点としてのことである。元々原作ではマップ上のキャラ表示が味方側は青・敵側は赤で表示されていたのだが、公式イラストのデザインが赤主体のデザインであったことから、このまま採用していいか迷ったとも語っている。
ミラージュブラスト選考時、マスターである織部つばさとの相性が一致し即決されたという。

### ファイアーエムブレム ヒーローズ
タリスの王女 シーダ
イラストは羽公が担当。赤属性剣、飛行タイプ。☆5で習得できる武器は汎用の重装特効「アーマーキラー+」と、重装・騎馬特効の専用武器「ウィングソード」。ウイングソードは錬成すると「柔剣3」の効果が追加される。
原作と違い剣になったため、原作にあったウイングスピアをベースにしたオリジナル武器として「ウイングソード」が用意された。

タリスの花嫁 シーダ
イラストは四々丸が担当。青属性魔法、歩行タイプ。称号「草原の花嫁リン」「完全無欠の花嫁ティアモ」「目指せ玉の輿シャーロッテ」と共に期間限定召喚の「超英雄」である。☆5限定。武器「聖なるブーケ+」は、1ターン限定、自身から攻撃した時、戦闘後、自身の周囲2マスの味方の守備、魔防+2で、専用武器ではない。錬成すると、「戦闘中に攻撃していれば、戦闘後、自分とその周囲2マスの味方の守備・魔防+5」になる。

体当たりアイドル つばさ
イラストはazuタロウが担当。『♯FE』のミラージュとして登場。ユニットとしては織部つばさ（のカルネージフォーム）だが、シーダ側の台詞が用意されている。青属性槍、飛行タイプ。専用武器「幻影フェザー」は重装・騎馬特効で、他の味方より後に行動すると攻撃/速さが+6され、さらに反撃前に追撃できる。

辺境の国の幼王女 シーダ
イラストは羽公が担当。「ファイアーエムブレム」シリーズ30周年に伴う超英雄として、幼少期の姿で登場。赤属性剣、飛行タイプ。専用武器「フェザーソード」は剣・槍・斧・無属性弓・重装特効。加えてこれらの兵種の敵と戦闘時、または自分のHPが減っていると敵から攻撃されても先制攻撃可能。また専用Bスキル「愛を信じますか?」は敵から攻撃された時、戦闘中、敵の攻撃/守備を下げる。

浜辺に咲く花々 シーダ
イラストはきただりょうまが担当。夏の超英雄として、プルメリアとの双界英雄として登場。緑属性斧、騎馬タイプ。専用武器は「波舞うイルカの斧」は剣・槍・斧・無属性弓・重装特効で、行動後に2マス再移動可能。

伝承の愛の王妃 シーダ
イラストはいちかわはるが担当。戦乱終結後、正式にマルスと婚礼を上げた伝承英雄。青属性槍、飛行タイプ。ファルコンナイトがベースとなっている。専用武器「扶翼ウイングスピア」は重装・騎馬特効で行動後に2マス再移動可能。専用Bスキル「信じ続ける誓い」は追撃不可を無効にし、重装騎馬の相手に待ち伏せを発動するとともに、戦闘後に自分に待ち伏せを1ターン付与する。
英雄王の理解者 シーダ
響心英雄。マルスの心の支えとなり続けた存在として、マルスをイメージした衣装に身を包んでいる。青属性槍・歩行。ペガサスには乗っていない。

### ファイアーエムブレム無双
登場はストーリーモード・14章「要塞の罠」で、マルス、チキと共に最後に加入する。
兵種はペガサスナイト→ファルコンナイト。槍を装備しており、ファルコンナイトになると杖を持てるようになる。本作では一定の条件を満たした後、同系統兵種のキャラであるティアモ、ヒノカを同時に出撃させていると、覚醒奥義でティアモとヒノカが駆けつけて「トライアングルアタック」になる。
DLCのシーダの衣装「花嫁」は、単純にドレスを着せたかった事と、参戦英雄中唯一の公式カップルであるマルスとシーダの晴れ姿を見たいと言う願望があった為、作成をしたと言う。

## ゲーム以外のメディアにおける描写
- 角川書店刊の漫画化作品（佐野真砂輝&わたなべ京・著）と『OVA版』のライナーツノーツでは、愛馬であるペガサスの名前は「エルカイト」とされている。一方、エニックス刊の漫画化作品（箱田真紀・著）ではペガサスの名前は「ティーエ」である。
- 箱田版では、マルスの髪飾りをシーダが贈り物として渡している。佐野&わたなべ版ではマルスがシーダにアクセサリーを贈っている。
- シーダがアリティア軍に参戦する経緯は、島田ひろかずの漫画『ファイアーエムブレム』では、「マルスの後を追う」。『電撃CD文庫』版では「タリス王女として」。佐野&わたなべ版では「天馬騎士の門出」。『OVA』版では「最初はタリスに残っていたが、父王に説得されてマルス達を追う」。ファミ通文庫篠崎砂美版の小説では、「タリス王国の名代」として参戦と、どの作品でも一致しない。
- 佐野&わたなべ版のシーダは、騎士で体力があるためレナの看護の手伝うシーンが多く、手荒れも気にしない。「天候の事なら天空騎士と竜騎士が詳しい」といった知識もある。シーダが「騎士が戦いで死ねるなら本望」「マルスの側にいるために血で汚れても構わない」と語っている通り、偵察、敵将の足止め、マリクとの連携攻撃や援護、天馬から下りて戦う、2回もミネルバに戦いを挑む姿勢をとるなどの戦闘シーンが非常に多い。しかし、タリスがガルダの海賊に襲われた時とレフガンディの戦いでマルスが重傷を負った時に、マルスの元へ泣きながら真っ先に駆けつけたり、マルスがニーナとの謁見でアンリとアルテミスが成就しなかった恋が実るんじゃないのかと嫉妬するなど年相応の弱い一面も持つ。前述のナバールの説得会話は、この作品ではマルスが対応している。
『暗黒竜と光の剣』にあった（『紋章の謎』では削除されている）「ペラティの火竜」のマップの場所で神殿から「ドラゴンキラー[注 2]」をシーダが入手したが、マルスがこの剣を使おうとしても重くて使用できず、シーダは軽くて使用できるというエピソードがある。これはシーダの武器LVの成長が高くマルスは武器LVの成長が低い為、闘技場等でマルスのLVをかなり上げない限り、『暗黒竜と光の剣』を普通に遊んでいても起こる現象である。
この作品及び後述『ラジオ』版のイラストでは髪の色がピンクに描かれている。
- 島田版では、マルスを庇ってガーネフのマフーの魔法で絶命する。姉のエリスの「オームの杖」で生き返らせようとするが、霊となって登場しメディウスを倒す方法が解らないという理由で復活を拒否する。ガトーからメディウスの弱点を聞いてマルスに伝えた後に復活する。なおこの漫画は『紋章の謎』発売前の連載だったので、服装もオリジナルゲームの『暗黒竜と光の剣』の服に準じている。
  - ファミリーコンピュータMagazineで島田ひろかずは「シーダは、（他のキャラクターと比べて）無個性でたまたま戦闘に参加した感じ」とコメントを述べていた。
- 『OVA版』では、マルス及びアリティア騎士団の受け入れに対して反対するタリスの民を積極的に説得する。剣の稽古をしていると語っている通り、騎士としての基礎戦闘の嗜みもある。怪我の応急処置なども出来る。料理も出来、マルスにご馳走を振舞う時、父からの説得時にはオリジナルゲームには無いポニーテールで登場をしている。しかし、父を助けようするもシーダ自身がさらわれたり、シーダを助けたマルスが敵からの不意打ちで殴られて気絶した時にシーダ自ら庇うという、騎士よりも自己感情で行動したり、ガルダの長の美人の娘がマルスにおもてなしをして欲しいという時に照れるマルスにやきもちを焼いたり、マルスとアリティア騎士団達がガルダの長との会話が長く待っていられなくてイライラするなど、感情の起伏が激しい一面もある。後述のナバールの説得会話や、オグマでサムトーを説得した時のシーダに関連した内容もある。
- 『NTT出版 ファイアーエムブレム・ザ・コンプリート』、水縞とおるの漫画「紅の剣士」ではオリジナルゲームの「デビルマウンテン」以前に賊に襲われたシーダたちをナバールが助けているエピソードがある。この時のシーダは天馬に乗っていない状態で（1コマで上半身絵しかない）戦っていた。後述のナバールの説得会話は短編漫画だったため、説得の経緯が省略されているので不明である。
- 篠崎版ではオリジナルゲームの「デビルマウンテン」の以前に、タリスの豪族の残党による反乱でシーダが浚われており、この事件でナバールと出会っている表現がある。その経緯もありこの作品での説得はオリジナルゲーム同様シーダが対応している。『紋章の謎』でのサムトーの説得はシーダではなくサムトー自身がオグマに接触して仲間になっている。
- 漫画家・しりあがり寿においては終始お笑い系である。『公式ガイドブック ファイアーエムブレム百科』では、しりあがりがマルスになりきり、弓に攻撃されて死亡したシーダに対して「シーダ！ 死んじゃやだー！ リセット」という締めで終わらせている。『公式ガイドブック ファイアーエムブレム紋章の謎』の「任天堂未公認 異説アカネイアの歴史」の中においては、「アカネイアの歴史2/ルネッサンス」に「マルスが死んで悲しむシーダを早速口説くナバールとカシムの絵」をピエタ風に描かれている。
- 『ファイアーエムブレム百科』のシーダの紹介はペガサスを扱うのはタリス一で、マルスを兄のように慕っている。また、説得に関しての記述がありシーダの知性と美貌が必要という内容になっている。
- 『FIREEMBLEM TACTICS』では、イラストレーター・河野嘉之がストーリーに合わせたイラストを各マップで1枚描かれており、シーダも「マルスの旅立ち」にマルスと共に描かれている。
- シーダの私服は、佐野&わたなべ版では天馬に乗ることが多いため、ギリシャ神話風や『紋章の謎』の公式イラスト風の服かそれに下半身に半スパッツ系がほとんどで（正装でも服が豪華になっている程度）、ドレスは14歳の時にマルス達を出迎えた時にシンプルで動きやすいものを身に着けていた。『OVA版』ではマルスの村人服と同色の黄色の村娘系の服。島田版では過去のシーンで上半身のみであるがブラウス、埋葬された時にドレスを着用。水縞版ではシンプルなドレスとティアラ。篠崎版の挿絵にはシンプルなウェディングドレスを着用している。

## 担当声優
ゲーム本編
- 早見沙織 - 幻影異聞録♯FE、ファイアーエムブレム ヒーローズ、ファイアーエムブレム無双

メディアミックス作品
- 天野由梨 - ドラマCD『ファイアーエムブレム 旅立ちの章』
- 佐久間レイ - ドラマCD『ファイアーエムブレム暗黒竜と光の剣』
- 鉄炮塚葉子 - ドラマCD『ファイアーエムブレム黎明編 / 紫嵐編』
- 丹下桜 - OVA『ファイアーエムブレム 紋章の謎』

OVA版で声を担当した丹下は「殺伐とした戦いの中で、皆がホッと出来る存在になるように心がけました」と述べていた。
『幻影異聞録』で声を担当した早見は、穏やかで明るい所と共感する部分があり、時々遊び心があるシーンがあるが、自身が楽しみながら演じたと語っている。